# Grammatostomias flagellibarba
Grammatostomias flagellibarba är en fiskart som beskrevs av Holt och Byrne, 1910. Grammatostomias flagellibarba ingår i släktet Grammatostomias och familjen Stomiidae. Inga underarter finns listade i Catalogue of Life.